# Scaphytopius dodonanus
Scaphytopius dodonanus är en insektsart som beskrevs av Ball 1931. Scaphytopius dodonanus ingår i släktet Scaphytopius och familjen dvärgstritar. Inga underarter finns listade i Catalogue of Life.